# Los Gatos (vol 2)
Los Gatos, también llamado Los Gatos (vol 2) o Viento dile a la lluvia, es el segundo álbum de estudio de la banda argentina del mismo nombre, editado en 1968 por RCA Vik.

## Grabación y lanzamiento
Aunque es conocido como "Vol 2" o "Viento dile a la lluvia", el disco, al igual que el anterior, no tenía ningún título; y precisamente "Viento dile a la lluvia" fue el gran hit. Este LP llegó como el sucesor del debut, que incluía "La balsa", y no tuvo el impacto de aquel, aunque sirvió para consolidar el nombre de Los Gatos en la naciente escena del rock argentino. A diferencia del primer disco, en este álbum fluctúan muchos estilos, desde el beat, hasta comienzos de psicodélia, aires jazzisticos, rythm and blues, folk, aires ragas y más.

## Lista de canciones
- Todos los temas fueron compuestos por Litto Nebbia.

Lado A
1. El niño y el mar - 2:13
2. Hoy amaneció - 2:28
3. Los payasos no saben reír - 2:50
4. La mujer sin nombre - 2:28
5. Déjame buscar felicidad - 2:45
6. Una nube en tu vida - 4:31

Lado B
1. Viento dile a la lluvia - 2:47
2. Las vacaciones - 2:25
3. ¿Dónde está esa promesa? - 3:00
4. De nuevo en el camino - 2:23
5. La canción del hombre feo - 2:30
6. Un día de fiesta - 2:17

Reedición
 En la reedicion lanzada en 2017 por parte de Melopea Discos se agregaron 3 Canciones a modo de Bonus tracks, los Cuales son "Hoy Soy Muy Pobre", "Ya Soy Un Hombre" y "El Anochecer".

## Personal
- Litto Nebbia - voz principal y coros, guitarra rítmica, armónica y cítara
- Kay Galifi - guitarra principal y balalaika
- Ciro Fogliatta - órgano, piano, flauta dulce, clarinete y coros
- Alfredo Toth - bajo, cítara y coros
- Oscar Moro - batería y pandereta